# افسانه‌های فردا
افسانه‌های فردای دی‌سی (به انگلیسی: DC's Legends of Tomorrow) یا به‌طور خلاصه افسانه‌های فردا، مجموعه‌ای تلویزیونی از شبکهٔ سی‌دابلیو می‌باشد که توسط گرگ برلانتی، مارک گوگنهایم، اندرو کریزبرگ و فیل کلمر ساخته شده‌است. این مجموعه برای اولین بار در ۲۱ ژانویهٔ ۲۰۱۶ اکران شد و از سریال‌های دنیای مشترک کماندار به‌شمار می‌رود. قسمت آخر فصل سوم این سریال ۹ آوریل ۲۰۱۸ از شبکه سی‌دابلیو پخش شد. فصل چهارم این سریال ۲۰ مه ۲۰۱۹ از شبکه سی‌دابلیو پخش شد. اولین اپیزود از فصل پنجم سریال در تاریخ ۲۱ ژانویه ۲۰۲۰ روی آنتن رفت. این سریال پس از ۷ فصل کنسل شد.

## داستان
در سال ۲۱۶۶ یک دیکتاتور ظالم و نامیرا به نام وندال سوج دنیا را به تسخیر خود درآورد و تمام مردم را کشت. اکنون استاد زمان و مکان ریپ هانتر بر خلاف نظر مافوق‌هایش، اربابان زمان، سفینه‌ای را برداشته و به سال ۲۰۱۶ (زمان حال) سفر می‌کند و با جمع کردن تیمی از قهرمانان و تبه‌کاران مانع او شود و او را قبل از به قدرت رسیدن بکشد.

## فصل اول
آنها، وندال سویج را دستگیر کردند و به نقطهٔ گذر بردند فهمیدند اربابان زمان با وندال سویج متحدند چون کمتر از ده سال دیگر به سیاره زمین از سیارهٔ دیگه‌ای حمله می‌کنند و رمز موفقیت آن‌ها وندال سوج است. آن‌ها از اسلیوس برای کنترل افسانه‌ها برای به قدرت رساندن سوج استفاده می‌کردند؛ ولی سر انجام اسنارت خودش رو فدا کرد و اسلیوس را خراب و خود را کشت. اما وندال سویج می‌خواست با انفجار در سه زمان مختلف موازی تاریخ را به مصر باستان دوباره برگرداند و این بار خود را قوی تر کند ولی افسانه‌ها مانع اینکار شدند ولی در آخر داستان فردی بنام رکس تایلر اومد و گفت اگر برین کشته می شید و در این سفر ریپ هانتر مرد تا جان افسانه‌ها را نجات دهد.

## فصل دوم
در این قسمت افسانه‌های فردا بار دیگر دور هم جمع می‌شوند تا جلوی سپاه شوم متشکل از ایوبارد ثاون، دیمین دارک و مالکوم مرلین را برای بدست آوردن نیزه سرنوشت و تغیر تاریخ را بگیرند. ریپ هانتر قبل از مرگش نیزهٔ سرنوشت را به سه تکه کرده بود و به زمان‌های مختلف فرستاده بود تا کسی از نیزه استفاده نکند اما سپاه شوم تمام تکه‌ها را پیدا می‌کنند و واقعیت را آن طوری که خودشان می‌خواهند تغییر می‌دهند و هیچ‌کسی از زندگی قبلی خود خبر ندارد و در زندگی که سپاه شوم به وجود آورده بود زندگی جدیدی داشتند اما افسانه‌ها زندگی اصلی یشان را به یاد می‌آورند و به گذشته جایی که سپاه شوم از نیزه استفاده کرد می‌روند و نیزه را نابود می‌کنند.

## فصل سوم
در این فصل افسانه‌های فردا با سازمان «دفتر زمان» روبه‌رو می‌شوند که توسط دوست و کاپیتان سابقشان، ریپ هانتر، تأسیس شده‌است تا نابهنگامی‌های زمانی که به وجود آمده‌است را درست کند اما به‌زودی متوجه می‌شود که برای رویارویی با دشمنی بزرگ به کمک افسانه‌ها نیاز دارد. در این فصل افسانه‌ها با اهریمنی بزرگ به نام مالوس روبه‌رو می‌شوند که بر زمان مسلط است و برای نابودی آن باید شش توتم جادویی زامبزی را به دست آورند.

## فصل چهارم

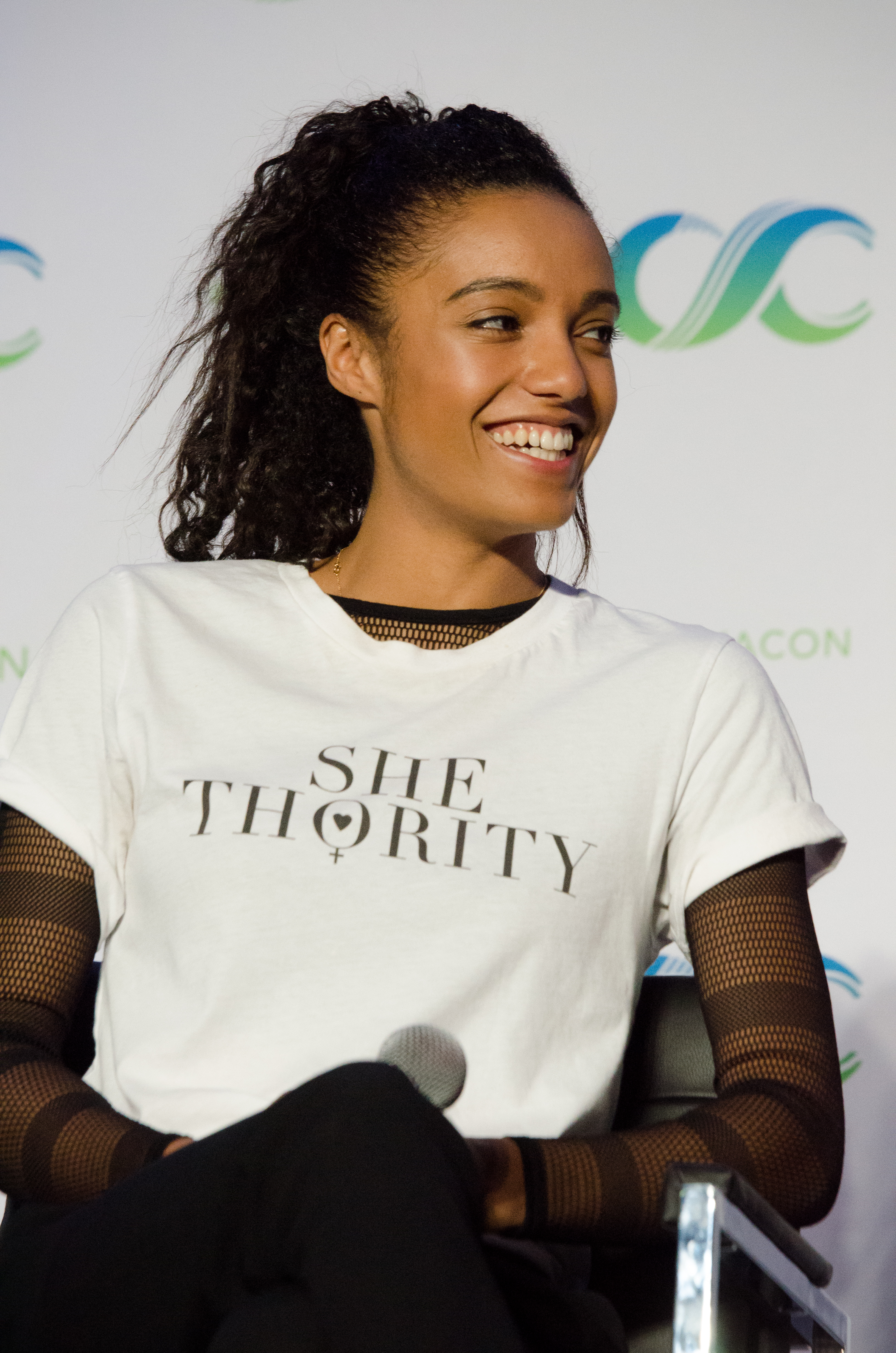
ميسي ريچاردسون

بعد از شکست دیوار زمان که زندان مالوس بود افسانه‌های توانستند جسم فیزیکی و معنوی مالوس را برای همیشه از بین ببرند آما با فروپاشی زندان زمان بجز مالوس هیولاهای دیگر هم از بعد تاریک وارد زمان و مکان شدند و افسانه‌ها با کمک کنستانتین جادوگر سیاه خادم بهشت به شکار این موجودات می‌پردازند.
در خلاصه داستان فصل چهارم آمده‌است که: “بعد از شکست دادن مالوس شیطان، تیم افسانه‌ها آماده یک مأموریت جدید هستند. سارا لنس (کیتی لاتز) و تیمش به آوا شارپ (Jes Macallan) و آژانس زمان می‌پیوندند تا به آن‌ها در پاک کردن تعدادی نابهنجاری تاریخی باقی مانده کمک کنند. این کار به نظر ساده می‌آید تا زمانی که جان کنستانتین (مت رایان) به سراغ آن‌ها می‌آید تا اطلاع دهد، در حل یک مشکل مهم، یکی دیگر درست کرده‌اند که خیلی بزرگ‌تر است. وقتی افسانه‌ها اجازه فروپاشی زمان را دادند تا مالوس آزاد شود و شکستش دهند، حصار بین دنیاها کوتاه شد. تاریخ اکنون توسط موجودات جادویی اساطیری، افسانه‌های کهن و افسانه‌ها آلوده شده‌است. این موجودات سرگردان که توسط اشخاصی مثل کنستانتین در طول تاریخ شکار شده‌اند، اکنون به دنیای ما بازگشته و در حال ایجاد مشکلات بزرگی هستند. از آنجا که آژانس زمان برای سر و کله زدن با جادو چندان آماده نیست، افسانه‌ها باید آماده شوند تا تاریخ را به حالت عادی خودش بازگردانند.
سارا و کنستانتین به مخترع دلسوز ری پالمر (برندان روث)، عشق آتش میک روری (دامینیک پرسل)، زری (طلا اش) و نیت (نیک زانو) می‌پیوندند تا باری دیگر جهان را نجات دهند — و میراث خودشان را. افسانه‌ها این بار با مسائل دیوانه کننده جادویی هم طرف هستند که همین موضوع باعث جالب تر شدن حوادث پیش رو می‌شود…”
در پوستر بچه‌های تیم باری دیگر کنار هم قرار گرفته‌اند اما خبری از آوا شارپ نیست، با وجود اینکه مدتی قبل تأیید شد که او قرار است از شخصیت‌های اصلی فصل چهارم این سریال باشد. در عوض آمایا (با بازی میسی ریچاردسون-سلرز) معروف به ویکسن که در خلاصه داستان هیچ اشاره‌ای به وی نشده در پوستر دیده می‌شود. ما آخرین بار که او را دیدیم مجبور شد نیت را ترک کند و به شهر زادگاه خودش در سال ۱۹۴۲ بازگردد، اما حالا پوستر تأیید می‌کند که کار سریال با این شخصیت به پایان نرسیده‌است.

## فصل پنجم
فصل پنجم در تاریخ ۲۱ ژانویه ۲۰۲۰ شروع شد و در ۱۵ قسمت به پایان رسید. در خلاصهٔ داستان آمده‌است که کلوتو با خواهرانش هم دست می‌شود و سرنوشت را دوباره می‌نویسد. استرا به زمین برمی‌گردد، به افسانه‌ها کمک می‌کند و در پایان، افسانه‌ها باری دیگر پیروز می‌شوند؛ ولی کلوتو، اتم و نورا دارک، افسانه‌ها را ترک می‌کنند.
در انتهای فصل، قناری سفید توسط موجودات فرا زمینی ربوده می‌شود که شروعی برای فصل ششم است.

## بازیگران
- ویکتور گاربر در نقش پروفسور مارتین استاین / فایراستورم
- برندان روث در نقش ری پالمر / اتم
- آرتور دارویل در نقش ریپ هانتر
- کیتی لاتز در نقش سارا لنس / قناری سفید
- فرانز درامه در نقش جفرسون جکسون / فایراستورم
- سیارا رنه در نقش کندرا ساندرز /کشیشه چیارا /هاوک گرل
- فالک هنچل در نقش کارتر هال / پرنس خوفو / هاوک من
- امی پمبرتون در نقش گیدیون
- دامینیک پرسل در نقش هیت ویو / میک روری
- طلا اش در نقش زری توماز
- ونتورت میلر در نقش لئونارد اسنارت / کاپیتان کلد
- مت لتچر در نقش ریورس فلش / ایوبارد ثاون
- میسی ریچاردسون سلرز در نقش امایا جیوی / ویکسن
- نیک زانو در نقش نیت هیوود / استیل
- کاسپر کرامپ در نقش وندال سوج (هفثت)
- کینان لانسدیل در نقش والی وست / کید فلش (فصل ۳)